# Каталог туманностей
Каталог туманностей (англ. Catalogue of Nebulae and Clusters of Stars) был опубликован в 1786 году Вильямом Гершелем. В конечном итоге был расширен его сыном Джоном Гершелем до  Общего каталога туманностей и скоплений, а в дальнейшем расширен Дрейером до  Нового общего каталога (NGC). Данная справочная работа по-прежнему широко используются астрономами и сегодня.